# Алексис Алексију
Алексис Алексију (грч. Αλέξης Αλεξίου; Солун, 8. септембар 1963) бивши је грчки фудбалер и тренутно фудбалски тренер.

## Каријера
Играо је на позицији одбрамбеног играча. Каријеру је започео у редовима Аполона Каламаријаса. Године 1986. прешао је у пирејски Олимпијакос, са којим је освојио једно првенство Грчке 1987. године и један куп 1990. године. У лето 1990. године потписао је уговор са солунским ПАОК−ом, где је играо седам година и окончао играчку каријеру.
За репрезентацију Грчке одиграо је 10 утакмицa, у периоду од 1989. до 1995. године. Био је у саставу грчке репрезентације на Светском првенству 1994. године, које је одржано у Сједињеним Државама. Играо је 30. јуна у мечу групне фазе против Нигерије.
Након завршетка играчке каријере, посветио се тренерском послу. У првим годинама је радио у клубовима из нижих лига. Био је селектор омладинског тима Грчке, водио је тим у завршној фази Европског првенства за младе 2008. године. Од краја 2013. био је тренер Аполона Каламаријаса.

## Трофеји
Олимпијакос
- Првенство Грчке: 1987.
- Куп Грчке: 1990.
- Суперкуп Грчке: 1987.